# Николай Лъсков
Николай Георгиев Лъсков е комунистически деец, участник в Съпротивителното движение по време на Втората световна война. Партизанин от Партизански отряд „Народен юмрук“.

## Биография
Николай Лъсков е роден на 22 ноември 1910 г. в гр. Ямбол. Завършва Ямболското педагогическо училище. Работи като учител в Поморийската гимназия. Член на БРП (к) (1940). За политическа дейност е уволнен от училището заедно със съпругата си Яна Георгиева. Въдворен в лагер на ов. Света Анастасия и Еникьой (1941 – 1943). След освобождаването живее в с. Оризари.
Включва се в комунистическото Съпротивително движение по време на Втората световна война. Български партизанин и командир на Партизански отряд „Народен юмрук“. 
На 19 – 23 юни 1944 г. отрядът води тежко сражение с жандармерийски подразделения при с. Голица-с. Козичино и дава тежки жертви. Сред тях са тежко ранените и по-късно убити Николай Лъсков и Яна Георгиева.  На случая обръща внимание във връзка с противоречия в управляващите среди в своя дневник и регентът Богдан Филов:
„7 юли 1944 г. ...Приехме с генерала Сп. Ганев. Разправи ни за крайно лошото впечатление, което направи демагогската реч на министър Василев в Сливен и Бургас. За това щели да донесат официално генералите Христов и Младенов. Още по-възмутително било покровителството, което Василев и жена му, а заедно с тях и областния директор Хр. Гуцов оказвали на известния водач на банда Лъсков и неговата жена, бивши учители и прононсирани комунисти. Когато преди известно време Лъсков бил арестуван, Василев преди още да бъде министър се застъпил за него пред Гуцов, който го освободил. Лъсков, познат като добър организатор, веднага образува известната чета, която напоследък бе унищожена от военните. Лъсков ранен тежко в крака (кракът му бил откъснат от картечница) поискал да го отведат в Бургас, „понеже министър Василев и областния директор, щели да го освободят“. На това отгоре министър Василев при обиколката си в Бургаско се отбива в Каблешково, известен комунистически център, в който войската е трябвало да извърши известни репресалии, и държал реч, в която порицал тези действия, като заяви, че не иска „черни забрадки“. Военните били силно възмутени от това поведение на министър Василев. Жена му на дадения обед в чест на министър Василева се заинтересувала за жената на Лъсков, питала дивизионния командир Младенов, какво е станало с нея и поддържала, че е била много добра жена. Дивизионния насмалко щял да напусне обеда“.
В периода 1956 – 1979 година отборът и стадионът на ФК Ямбол 1915 се наричат Николай Лъсков в негова чест.
В периода 1944 – 1980 година отборът на ФК Поморие се нарича Николай Лъсков в негова чест.